# Still (El M'Ghair)
Pour les articles homonymes, voir Still.
Still, parfois orthographié Stile, est une commune de la wilaya d'El M'Ghair  en Algérie.

## Géographie

### Situation
Le territoire de la commune de Still est situé au nord-ouest de la wilaya. (à vérifier)
| Ouled Djellal, Doucen | Oumache, M'Lili, Ourlal, Mekhadma, Lioua (wilaya de Biskra) |         |
| Oum Touyour           | Still                                                       | Hamraia |
|                       | Oum Touyour                                                 |         |

### Localités de la commune
La commune de Still n'est composée que d'une localité : Still.